# Kawasaki GPZ 900R
La Kawasaki GPZ 900R (nota anche come ZX900A o Ninja 900 a seconda dei mercati in cui veniva venduta) è una motocicletta della casa motociclistica giapponese Kawasaki prodotta dal 1984 al 2003.
La prima GPZ900R del 1984 (o chiamata anche ZX900A-1) adottava soluzioni tecniche e un design rivoluzionario per l'epoca, venendo considerata come l'antesignana delle moderne motociclette super sportive.
Prima moto ad adottare la nomenclatura Ninja, per la sua progettazione e sviluppo ci sono voluti sei anni; al momento del suo debutto sul mercato era la moto di produzione più veloce. È stata anche la prima stradale in grande serie a montare un motore a quattro cilindri in linea avente distribuzione bialbero a 16 valvole con raffreddamento a liquido.

## Profilo e tecnica

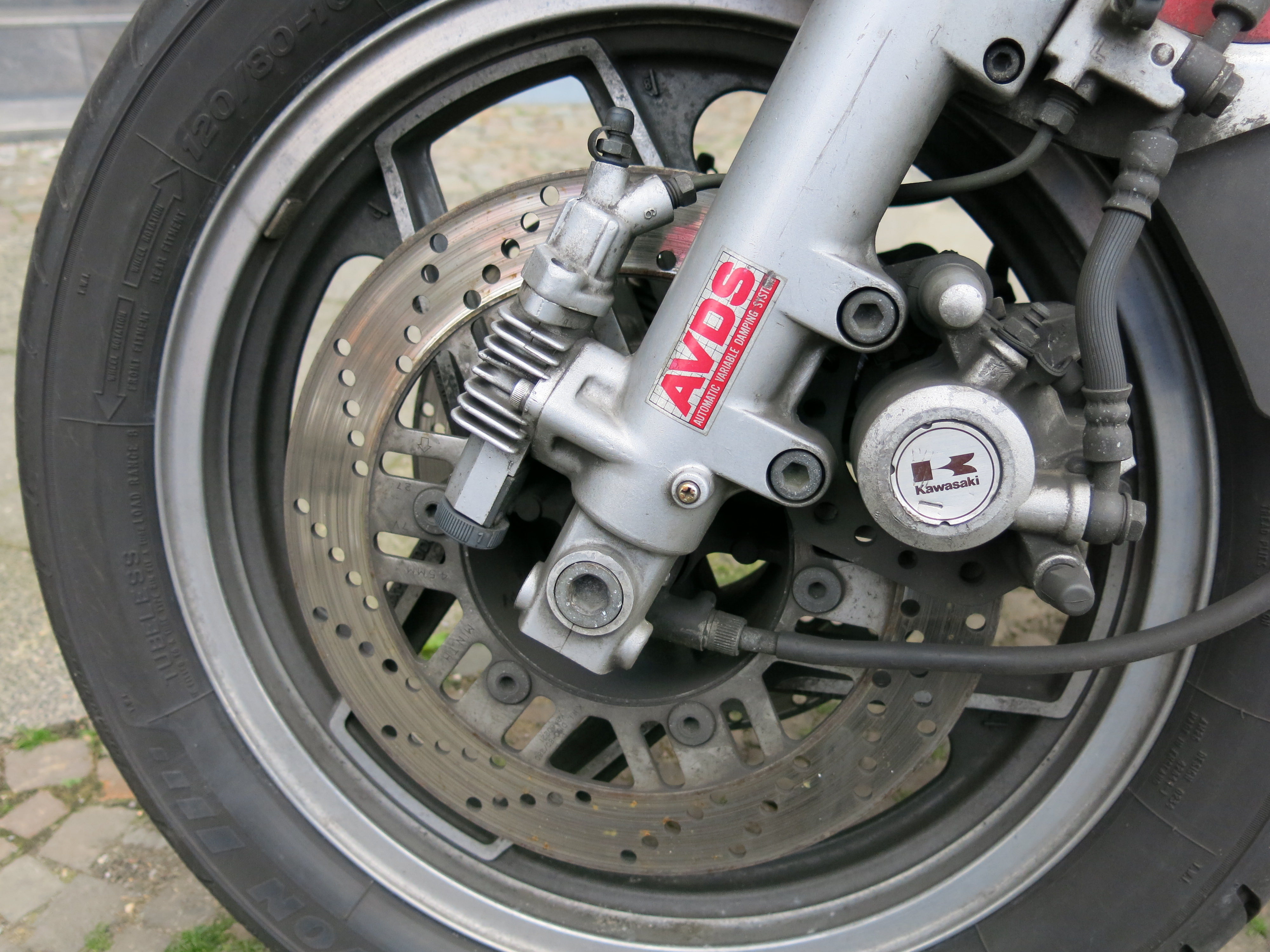
Dettaglio del sistema AVDS

È dotata di un propulsore dalla cilindrata totale di 908 cm³, alimentato da un sistema a quadrupla farfalla, coadiuvato da quattro carburatori Mikuni. Il motore a quattro cilindri in linea è dotato di 16 valvole inclinate di 35°, azionate mediante due alberi a camme in testa.
Eroga 115 CV (86 kW), consentendo alla moto di raggiungere velocità di 151 mph (243 km/h), rendendola la prima moto stradale di serie a superare i 150 mph (240 km/h).
Tra le peculiarità tecniche vi sono l'abbinamento del sistema raffreddamento ad acqua con la testata a 16 valvole, che consentono di incrementare la potenza, e un telaio che utilizza il motore come elemento portante per migliorare la maneggevolezza e ridurre il peso. 
Inoltre la moto adotta un innovativo sistema "antiaffondamento" in frenata chiamato "AVDS" (Automatic Variable Damping System), che interagendo con il sistema frenante, permette alla forcella anteriore in fase di frenata di non schiacciarsi per via del trasferimento di peso sulla ruota anteriore e pertanto di non coricarsi in avanti, riducendo di conseguenza il beccheggio.
Nonostante le sue prestazioni, la GPZ 900R per l'epoca era assai guidabile nel traffico urbano, grazie all'innovativo scherma sospensivo e all'adozione di un contralbero di bilanciamento che elimina quasi del tutto le vibrazioni prodotte dal propulsore. In conseguenza della combinazione tra aerodinamica, carenatura ed ergonomia complessiva, la moto risulta avere per gli standard dell'epoca una guida confortevole sulle lunghe percorrenze.

## Contesto e storia

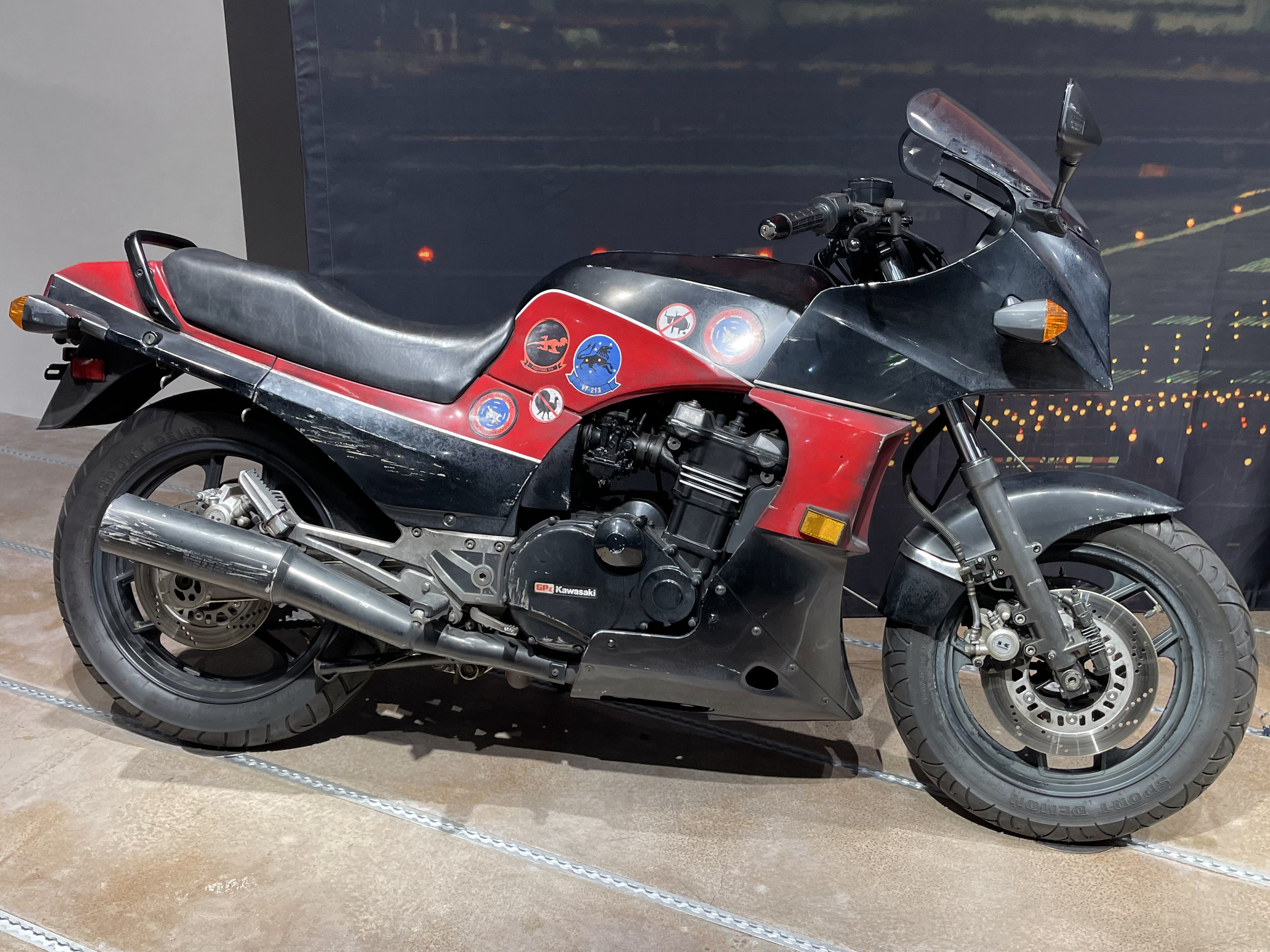
La GPZ 900R impiegata nel film Top Gun (1986)

Prima della sua progettazione, Kawasaki aveva intenzione di produrre una moto con motore avente meno di in litro di cilindrata, che avrebbe dovuto sostituire la Z1. Sebbene il telaio in acciaio, le ruote anteriori da 16 pollici e quelle posteriori da 18 pollici, nonché lo schema base del sistema sospensivo fossero abbastanza standard e comuni all'epoca, grazie anche alla configurazione del motore molto stretta e compatta e al suo posizionamento in basso nel telaio, consentivano alla moto doti prestazionali da super sportiva ponendosi ad un livello superiore rispetto alle moto del suo decennio. 

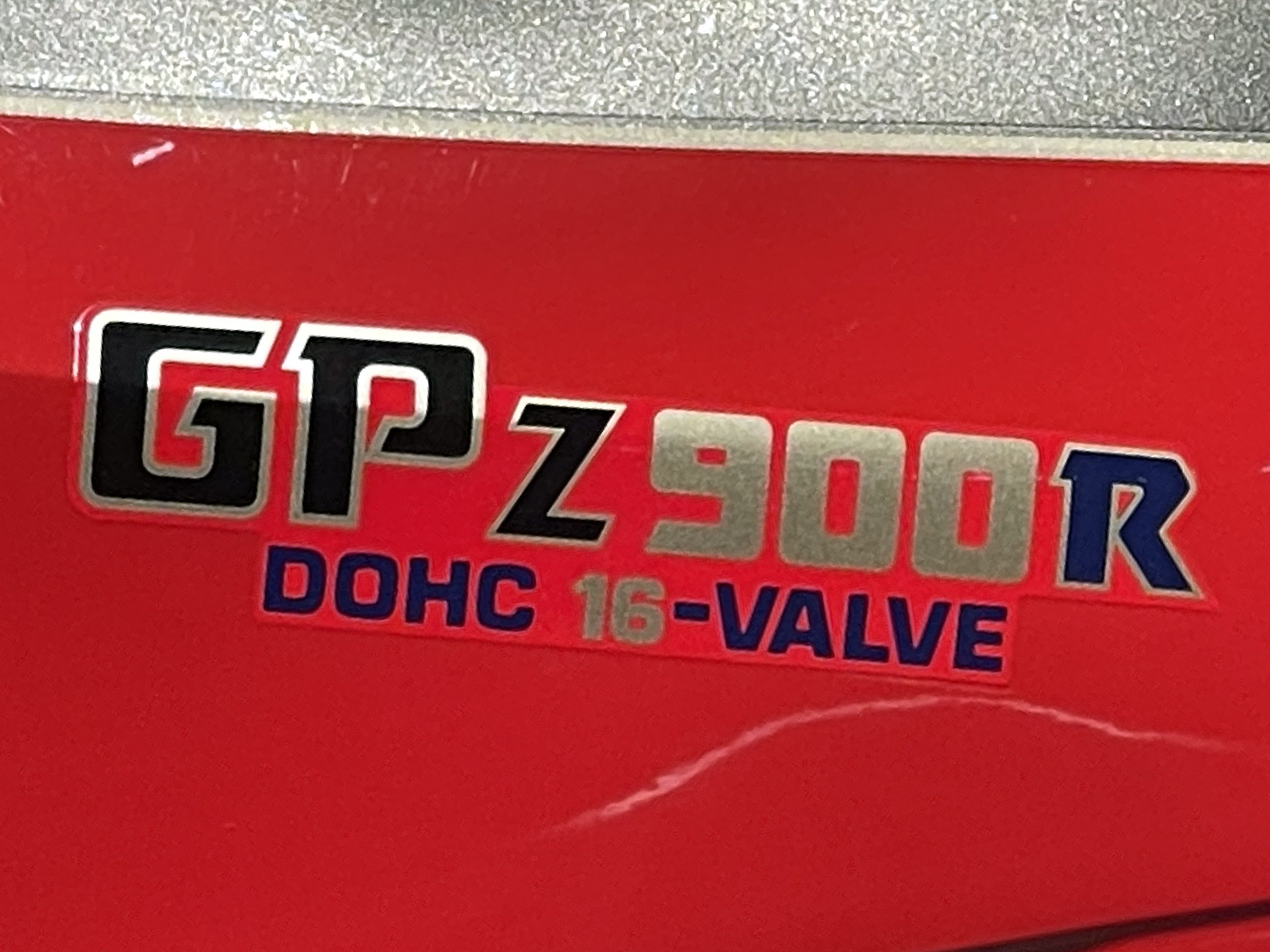
Logo

Sei mesi dopo essere stata presentata alla stampa nel dicembre 1983, la moto venne impiegata al Tourist Trophy dell'Isola di Man 1984, terminando la gara al primo e al secondo posto.
Grazie alla sua velocità massima di 240 km/h, al momento del lancio era la moto stradale di produzione in serie più veloce dell'epoca. La GPZ 900R del 1984 è stata la prima moto Kawasaki ad essere commercializzata ufficialmente in Nord America con il nome Ninja.
Nel 1986 venne sostituita dalla nuova GPZ 1000RX, ma continuò a essere costituita e commercializzata insieme con la GPZ 1000RX. Nel 1988 la GPZ 1000RX fu sostituita dalla ZX-10, ma la GPZ 900R rimase ancora in produzione. Con l'esordio della ZZ-R 1100 nel 1990, la GPZ900R perse lo status di modello top di gamma della Kawasaki, ma continuò ad essere evoluta ed aggiornata, con alcune modifiche e migliorie meccaniche alla forcella, alle ruote, ai freni e all'airbox, rimanendo in vendita fino al 1993 in Europa, fino al 1986 negli Stati Uniti e fino al 2003 in Giappone.